# Jēkabpils (distrito)
Jēkabpils (letão: Jēkabpils rajons) é um distrito da Letônia localizado na região de Zemgale. Sua capital é a cidade de Jēkabpils.
Faz limites com: Lituânia ao sul (44 km de fronteira), Madona ao norte, Aizkraukle a oeste, Preili e  Daugavpils a leste.
O distrito é cortado pelo rio Daugava, o maior rio da Letônia.  A taxa de desemprego em 4 de janeiro de 2000 era de 10.6% da população economicamente ativa.